# Космонавтика (телепрограмма)
Космонавтика — еженедельная информационная программа телестудии Роскосмоса, выходила на круглосуточном информационном телеканале «Россия 24» с июля 2006 года по июль 2016 года.
С сентября 2016 года программа выходит в интернет версии на видеохостинге YouTube на канале студии.
В программе оперативно освещаются новейшие достижения российской космонавтики, рассказывается об истории космонавтики СССР и России.

## История

Заставка программы «Космонавтика» на телеканале «Вести», 2008 год.

- До 1 января 2008 года программа называлась «Новости космонавтики».
- В апреле 2008 года на сайте «Вести. Ru» был создан специальный раздел «Космонавтика», на базе одноимённой программы. Основным поставщиком контента для этой рубрики являлся студия Роскосмоса[1].
- В период с 20 сентября 2008 года по 21 марта 2009 года программа выходила в новом формате. Эфирное время составляло 15 минут. Вёл программу лётчик-космонавт, Герой России Федор Юрчихин.
- С сентября 2011 года по октябрь 2013 года программу вела пресс-секретарь руководителя Федерального космического агентства Анна Ведищева.
- В декабре 2013 года ряд выпусков программы вёл Георгий Каптелин[2].
- 30 июля 2016 года вышел последний выпуск программы на канале «Россия 24» — «Ганимед: на пороге открытий»[3], с сентября 2016 года программа выходит в интернет версии на видеохостинге YouTube на канале студии[4].

Всего за 10 лет было подготовлено более 500 выпусков программы «Космонавтика».

## Награды
- В апреле 2012 года по результатам конкурса «Звёзды АстроРунета-2011» программа «Космонавтика» стала лауреатом II степени в номинации «Лучшее освещение астрокосмической тематики в СМИ»[5].